# Nothomb
El Nothomb (en luxemburguès: Noutemerbaach) és un riu de Luxemburg i Bèlgica, és afluent del marge esquerre de l'Attert.

## Geografia
Pren les seves dues fonts properes a Holtz Luxemburg i es dirigeix cap al sud. Passa a través de pobles belgues com Nothomb, Grendel i al municipi d'Attert (Província de Luxemburg), una mica abans de la seva desembocadura al riu Attert, després d'un recorregut total a la ratlla de 9 quilòmetres.